# ژان-باپتیست دارلان
ژان-باپتیست دارلان (Jean-Baptiste Darlan) (10 ژوئن ۱۸۴۸ – ۸ دسامبر ۱۹۱۲)، یک سیاست‌مدار اهل فرانسه بود که از ۱۸۹۶ – ۱۸۹۷ میلادی به عنوان وزیر عدلیه در دولت فرانسه خدمت کرد.

## سال‌های اولیه (۱۸۴۸ – ۱۸۸۰ میلادی)
ژان باپتیست دارلان در ۱۰ ژوئن ۱۸۴۸ در پادنساک، ژیروند زاده شد و فرزند یک سروان نیروهای دریایی بود. یکی از عقارب دور وی، ملوان همان کشتی بود که در جریان نبرد ترافالگارد، نلسون را به قتل رساند. پدربزرگ وی یک نیروی دریای برجسته بود. پدر وی مالک دو کشتی بود که میان فرانسه و مکزیک رفت و آمد می‌کرد و همچنین شهردار پادنساک بود. دارلان در یک دبیرستان در بوردو به مدرسه رفت، بعد از آن مدرک حقوق خود را از دانشکده حقوق دانشگاه پاریس به‌دست‌آورد. در جریان جنگ فرانسه و پروس در ۱۸۷۰ میلادی، او یک خرد ضابط در نیروهای لو-ا-گرون بود.
پس از این‌که پدر دارلان در ۱۸۷۲ میلادی وفات کرد، او دو کشتی پدرش را فروخت و با پول آن یک دفتر اسناد رسمی را در مارماند خریداری کرد. در ۱۸۷۷ میلادی، وی با مری مارگوریت اسپاگناک که دختر یک دکتر از نراک بود و جهیزیه فراوانی با خود آورد، ازدواج نمود. دارلان دفتر اسناد رسمی خود را فروخت و به کار به عنوان وکیل مدافع در نراک آغاز کرد. آن‌ها دو فرزند داشتند. هیلین با یک ناخدای کشتی ازدواج کرد و فرانسوا دارلان بعدها فرمانده ارشد (ادمایرل) نیروهای دریایی شد. فرانسوا متولد ۷ اوت ۱۸۸۱ بود. ماری مارگوریت در ۱۸۸۵ میلادی به عمر ۳۴ سالگی درگذشت.

## حرفه سیاسی (۱۸۸۰ – ۱۸۹۸ میلادی)
دارلان در ۱۸۷۸ میلادی به انجمن تکثیر ایده‌های جمهوری‌خواهی پیوست و یک فرامانسون شد. او که به عضویت لژ بزرگ درآمده بود، درجه‌های بیشتری کسب نموده و در لژ لی اوگستی امیتی (L'Auguste amitié) که مستقر در کوندوم، ژر بود به درجه وینیریبل (Vénérable) رسید. او با آرمان فالیر و جورجز لیگویس دوست شد و آن‌ها چندین سال بعد پسر او را به عنوان رئیس ستاد ارتش وزارت نیروی دریایی گماشتند. در ۱۸۸۰ میلادی، دارلان رئیس انجمن شهرداری شده و از ۱۸۸۰ – ۱۸۸۲ میلادی و بار دیگر از ۱۸۸۸–۱۸۹۶ میلادی به عنوان شهردار نراک خدمت کرد. از ۱۸۸۶ – ۱۸۹۸ میلادی وی همچنین عضو شورای عمومی دپارتمنت لو-ا-گرون بود.
دارلان در انتخابات میان دوره‌ای در ۲۷ ژوئیه ۱۸۹۰ از حوزه انتخابیه لو-ا-گرون با کسب اکثریت آرا به عنوان نماینده پارلمان انتخاب گردید و بار دیگر نیز در انتخابات سراسری در ۲۰ اوت ۱۸۹۳ به آسانی، مجدداً به عنوان نماینده انتخاب شد. در ۲۹ آوریل ۱۸۹۶، او در کابینه ژولس میلینی به عنوان وزیر عدلیه و در ۲۶ سپتامبر ۱۸۹۶ به عنوان وزیر امور دینی گماشته شد. هنگامی که وی به عنوان وزیر عدلیه کار می‌کرد، مباحث عمومی در مورد ماجرای دریفوس به‌طور روزافزون در حال گسترش بود. دارلان مخالف بازنگری محکمه ۱۸۹۴ بود. اگوستی سکرویر-کیستنر، معاون مجلس سنا که بازنشسته شده بود که ماجرا دریفوس بیگناه است، به تاریخ ۵ نوامبر ۱۸۹۶ به دیدن دارلان آمد. دارلان بیان داشت که او نمی‌تواند از یک تحقیقات شتاب‌آمیز، حمایت کند.
در ۳۰ نوامبر ۱۸۹۷، دارلان در رابطه به گمارش دو قاضی به چالش کشیده شد، گفته می‌شد که این گمارش‌ها بر مبنای مقاصد سیاسی صورت گرفته‌است و برای این‌کار توسط مجلس سنا استیضاح شد. او یک روز بعد از سِمتش استعفا داد. او کرسی خود را در انتخابات سراسری ۸–۲۲ می ۱۹۹۸ از دست داد.

## سال‌های آخر زندگی (۱۸۹۸ – ۱۹۱۲)
دالان در ۱۸۹۹ میلادی لقب پریسپتور-ریسیور (percepteur-receveur) را در پاریس دریافت کرد. وی به تاریخ ۸ دسامبر ۱۹۱۲ در نراک، لو-ا-گرون درگذشت.

## ارجاعات
1. 1 2 3 4  Jolly & 1960–1977.
2. 1 2 3 4 5  Guillaume & Lachaise 1998, p. 450.
3. ↑  Berthou, Chautard & Guislain 2003.
4. ↑  Ordioni 1995, p. 393.
5. ↑  Read 2012, p. 180.